# Stephos antarcticum
Stephos antarcticum is een eenoogkreeftjessoort uit de familie van de Stephidae. De wetenschappelijke naam van de soort is voor het eerst geldig gepubliceerd in 1908 door Wolfenden.